# Ottman Azaitar
Ottman Azaitar (* 20. Februar 1990 in Köln, Deutschland) ist ein deutsch-marokkanischer professioneller MMA-Kämpfer. Er war deutscher Meister im Thaiboxen und Weltmeister der Brave Combat Federation in der Leichtgewichtsklasse.

## Leben
Azaitar wuchs im Kölner Stadtteil Dellbrück auf, bis er mit seiner Familie nach Weiden umzog. Er besuchte bis zum fünfzehnten Lebensjahr die König-Fahd-Akademie in Bonn. An der Akademie werden alle Schulfächer ausschließlich in Arabisch unterrichtet. Diese ungewöhnliche Schullaufbahn hatte vorerst negative Auswirkungen auf seine Deutschkenntnisse, die sich mit seinem Schulwechsel auf das Hildegard-von-Bingen-Gymnasium in Köln bemerkbar machten. Die anfänglichen Sprachschwierigkeiten wurden jedoch überwunden und er verließ das Gymnasium nach dem Abitur im Jahre 2012 mit einem Notendurchschnitt von 1,9.
Nach dem Abitur nahm er ein Studium der Betriebswirtschaftslehre auf. Seine Bachelorarbeit schloss er mit der Note 1,0 ab. Daraufhin begann er sein Master-Studium und absolvierte zwei Semester. Da er sich mehr seiner Sport-Karriere widmen möchte, pausiert er sein Master-Studium.

## Sportkarriere
Seine Sportlaufbahn begann er bereits als sechsjähriger Junge. Bis zum zehnten Lebensalter erlernte er die Techniken der Ju-Jitsu-Kampfkunst. Anschließend wechselte er zum Boxen, Thaiboxen und Kickboxen, worin er auch bis zum Jahre 2012 mehrere wichtige Titel gewann. Dazu zählen seine Titel als Meister im Thaiboxen des Landes Nordrhein-Westfalen 2011 und im folgenden Jahr als deutscher Meister im Thaiboxen. Zur gleichen Zeit wurde Ottman Azaitar in das deutsche Thaibox-Nationalteam einberufen und nahm an der Weltmeisterschaft in Sankt Petersburg teil.
Ottman Azaitar kämpft seit dem Jahr 2012 in den MMA-Sportarten unter verschiedenen Organisationen. So führte er Kämpfe unter der internationalen MMA-Organisation „Brave Combat Federation“ und gewann in dieser Veranstaltungsreihe den „Kampf des Jahres 2016“-Titel, nachdem er seinen argentinischen Gegner Kevin Koldobsky bei einem Co-Main-Event in der dritten Runde nach Punkten schlug. Weitere Kämpfe fanden unter europaweit bekannten MMA-Organisationen statt, wie der German MMA Championship.
In seinem Titelkampf am 17. November 2017 in Bahrain gewann Ottman Azaitar den ersten Weltmeisterschaftstitel in der Leichtgewichtsklasse der Brave Combat Federation. Am 18. August 2018 besiegte er Danijel Kokora bei Brave14 in Marokko. Danach legte er den Brave-Gürtel ab und wechselte in die Ultimate Fighting Championship (UFC). Am 22. Januar 2021 wurde Azaitars Vertrag mit der UFC aufgelöst, nachdem er gegen die Quarantäne-Regeln verstoßen hatte. Seit Februar 2021 ist Ottman wieder Teil des UFC-Kaders. Er verlor seine folgenden drei Kämpfe allesamt via Knockout, zuletzt gegen Michael Johnson.

### Liste der Profikämpfe
13 Siege – 0 Remis – 3 Niederlage
| Ergebnis | Gegner             | Bilanz | Runde | Organisation                       | Datum      | Ort            |
| -------- | ------------------ | ------ | ----- | ---------------------------------- | ---------- | -------------- |
| Loss     | Michael Johnson    | 13-0-3 | 2     | UFC on ESPN: Covington vs. Buckley | 14.12.2024 | Tampa          |
| Loss     | Francisco Prado    | 13-0-2 | 1     | UFC on ESPN: Holm vs. Bueno Silva  | 15.07.2023 | Las Vegas      |
| Loss     | Matt Frevola       | 13-0-1 | 1     | UFC 281                            | 12.11.2022 | New York City  |
| Win      | Khama Worthy       | 13-0-0 | 1     | UFC Fight Night: Waterson vs. Hill | 12.09.2020 | Las Vegas      |
| Win      | Teemu Packalen     | 12-0-0 | 1     | UFC 242                            | 07.09.2019 | Abu Dhabi      |
| Win      | Danijel Kokora     | 11-0-0 | 1     | Brave Combat Federation 14         | 18.08.2018 | Marokko        |
| Win      | Alejandro Martinez | 10-0-0 | 3     | Brave Combat Federation 6          | 17.11.2017 | Bahrain        |
| Win      | Charlie Leary      | 9-0-0  | 1     | Brave Combat Federation 4          | 31.03.2017 | Abu Dhabi      |
| Win      | Kevin Koldobsky    | 8-0-0  | 3     | Brave Combat Federation 2          | 02.12.2016 | Bahrain        |
| Win      | Łukasz Szczerek    | 7-0-0  | 1     | German MMA Championship 8          | 16.04.2016 | Castrop-Rauxel |
| Win      | Ramūnas Paliunis   | 6-0-0  | 1     | Fair FC 4                          | 28.11.2015 | Eindhoven      |
| Win      | Christoph Hector   | 5-0-0  | 1     | Mix Fight Gala 18                  | 06.05.2015 | Fulda          |
| Win      | Serge Dali         | 4-0-0  | 1     | German MMA Championship 6          | 18.04.2015 | Castrop-Rauxel |
| Win      | Ilbey Akdas        | 3-0-0  | 1     | Fair FC 3                          | 28.03.2015 | Herne          |
| Win      | Alex Vogt          | 2-0-0  | 2     | Fair FC 2                          | 11.01.2014 | Herne          |
| Win      | Patrick Talmon     | 1-0-0  | 1     | Showdown Fight Night 1             | 07.06.2014 | Mannheim       |

## Auszeichnungen
Sport
- 2014: Bester MMA Newcomer (Ground and Pound)
- 2015: Bester junger Kämpfer Deutschlands (Ground and Pound)
- 2015: Submission des Jahres 2015 (Ground and Pound)
- 2016: Kampf des Jahres (Brave Combat Federation)
- 2017: Brave Leichtgewicht Weltmeister (Brave Combat Federation)
- 2018: Ehrung vom marokkanischen König Mohamed VI.[10]

Sonstige Bereiche
- 2015: Auszeichnung zur Mitwirkung im Album Blut[11] von Farid Bang (Grove Attack)
- 2016: Ehrung als Vorbild des Jahres für marokkanische Jugendliche (Amana e. V.)

## Sonstiges
Im Jahr 2014 hatte Ottman Azaitar auf Einladung von Bekannten die Möglichkeit, die Boxlegende Muhammad Ali in seinem Geburtsort Louisville, Kentucky persönlich kennenzulernen und die anschließende Benefizveranstaltung mit Bruno Mars zu besuchen. Azaitar trainiert bei seinen Kampfvorbereitungen weltweit in verschiedenen Gyms, darunter auch im Gym in Las Vegas von Floyd Mayweather Jr.
Ottman Azaitar ist der jüngere Bruder vom MMA-Kämpfer Abu Azaitar.